# 川村元吉
川村 元吉（かわむら もとよし）は、江戸時代前期の仙台藩士。

## 生涯
加藤頼定の三男であったが、川村重吉の婿養子となって家督を相続した。養父の重吉没後、郡奉行となり、志を継いで貞山堀、孫兵衛堀を完成させた。寛永の頃、2代藩主伊達忠宗の命で、当時荒野であった伊豆野原の開墾を図り、一迫川上流に伊豆野堰を建設して、伊豆野原を開墾した。
承応2年（1654年）、養父重吉の遺言を実行に移し、重吉旧宅の敷地に菩提寺として普誓寺を建立した。
大正4年（1915年）、正五位を追贈された。

## 参考資料
- 『伊達世臣家譜』1巻（田辺希績編）
- 『日本人名大辞典』（講談社）